# هاله محیطی

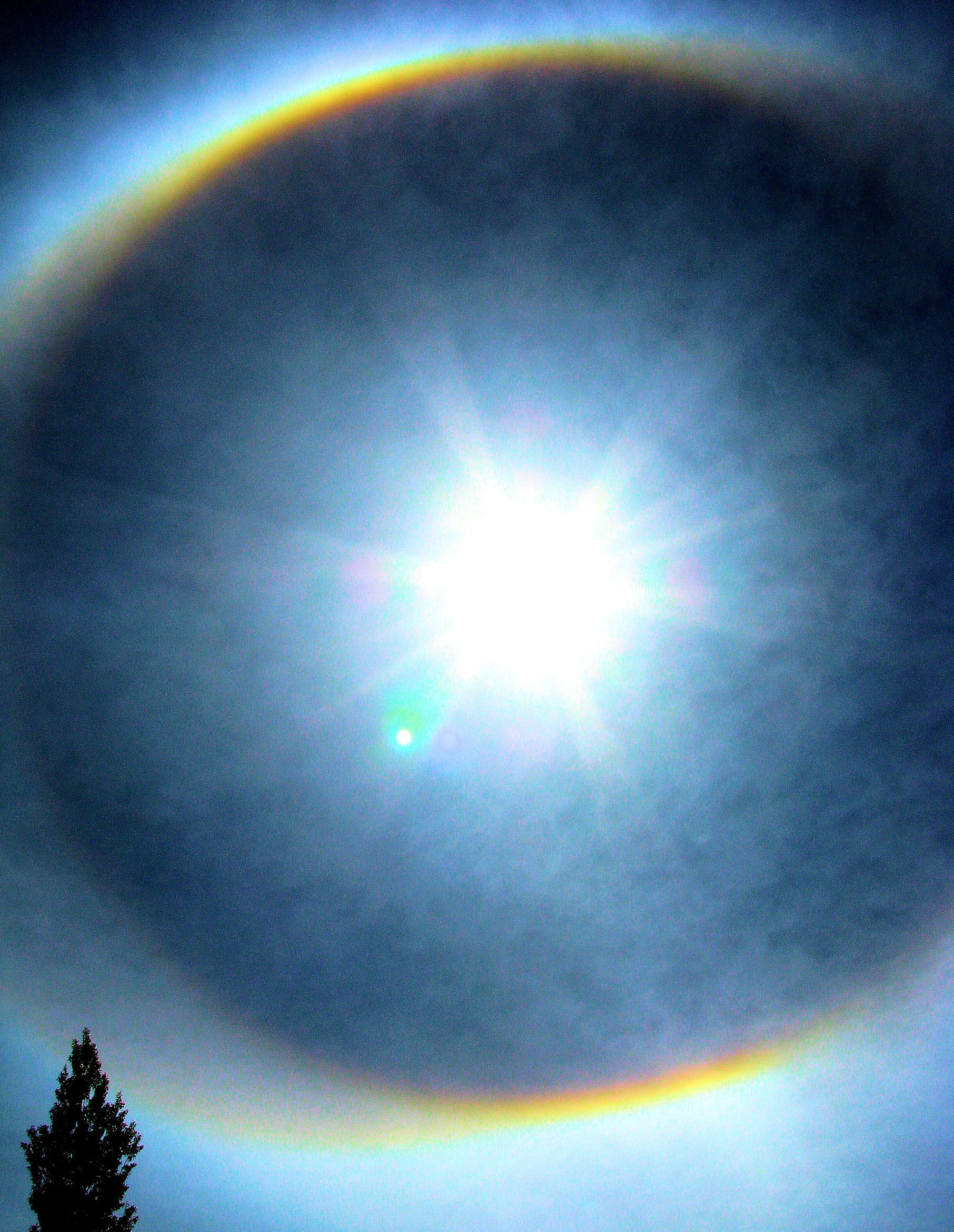
یک هاله محیطی (حلقه خارجی) همراه با هاله ۲۲ درجه (حلقه داخلی).

هاله محیطی (انگلیسی: Circumscribed halo)، نوعی هاله و پدیده دیداری که معمولاً به شکل یک حلقه کم و بیش بیضی شکل بوده و دایره محیطی آن خورشید یا ماه را در مرکز هاله دایره‌ای ۲۲ درجه قرار می‌دارد. همان‌طور که خورشید از ۷۰ درجه بالاتر می‌رود، اساساً هاله ۲۲ درجه را می‌پوشاند. مانند بسیاری از هاله‌های دیگر، در لبه داخلی، رو به خورشید یا ماه کمی مایل به قرمز و در لبه بیرونی مایل به آبی است.
شکل هاله محیطی به شدت به فاصله خورشید یا ماه بالای افق بستگی دارد. بالا و پایین آن (یعنی نقاط مستقیماً زیر و بالای خورشید یا ماه) همیشه مستقیماً مماس با هاله ۲۲ درجه قرار دارند، اما سمت چپ و راست آن بسته به ارتفاع خورشیدی (یا ماه) شکل‌های متفاوتی به خود می‌گیرند. در ارتفاعی بین ۳۵ تا ۵۰ درجه، طرفین دو «لپ» مجزا و رو به پایین در خارج از هاله ۲۲ درجه تشکیل می‌دهند. همان‌طور که خورشید یا ماه بالاتر می‌رود (بین ۵۰ درجه تا ۷۰ درجه)، افتادگی به سمت شکل بیضی منظم‌تر کاهش می‌یابد. در ارتفاع ۷۰ درجه یا بیشتر، شکل هاله محیطی به یک دایره نزدیک می‌شود، و به این ترتیب تقریباً از هاله ۲۲ درجه قابل تشخیص نیست، تنها با تمایل آن به نشان دادن رنگ‌های اشباع‌تر از دومی مشخص می‌شود. هنگامی که خورشید یا ماه در ارتفاع کمتر از ۳۵ درجه قرار دارد هاله محیطی به دو قوس مماس بالا و پایین می‌شکند.